# مگس راهزن پاسیاه بنفش
مگس راهزن پاسیاه بنفش (Dioctria atricapilla) مگسی از خانواده مگس‌های راهزن است. طول این حشره ۹ تا ۱۲ میلی‌متر و پهنای بالش تقریباً ۷ تا ۹ میلی‌متر است. مگس راهزن پاسیاه بنفش از ماه مه تا ژوئیه و در علفزارها پرواز می‌کند.